# Taubenschlag

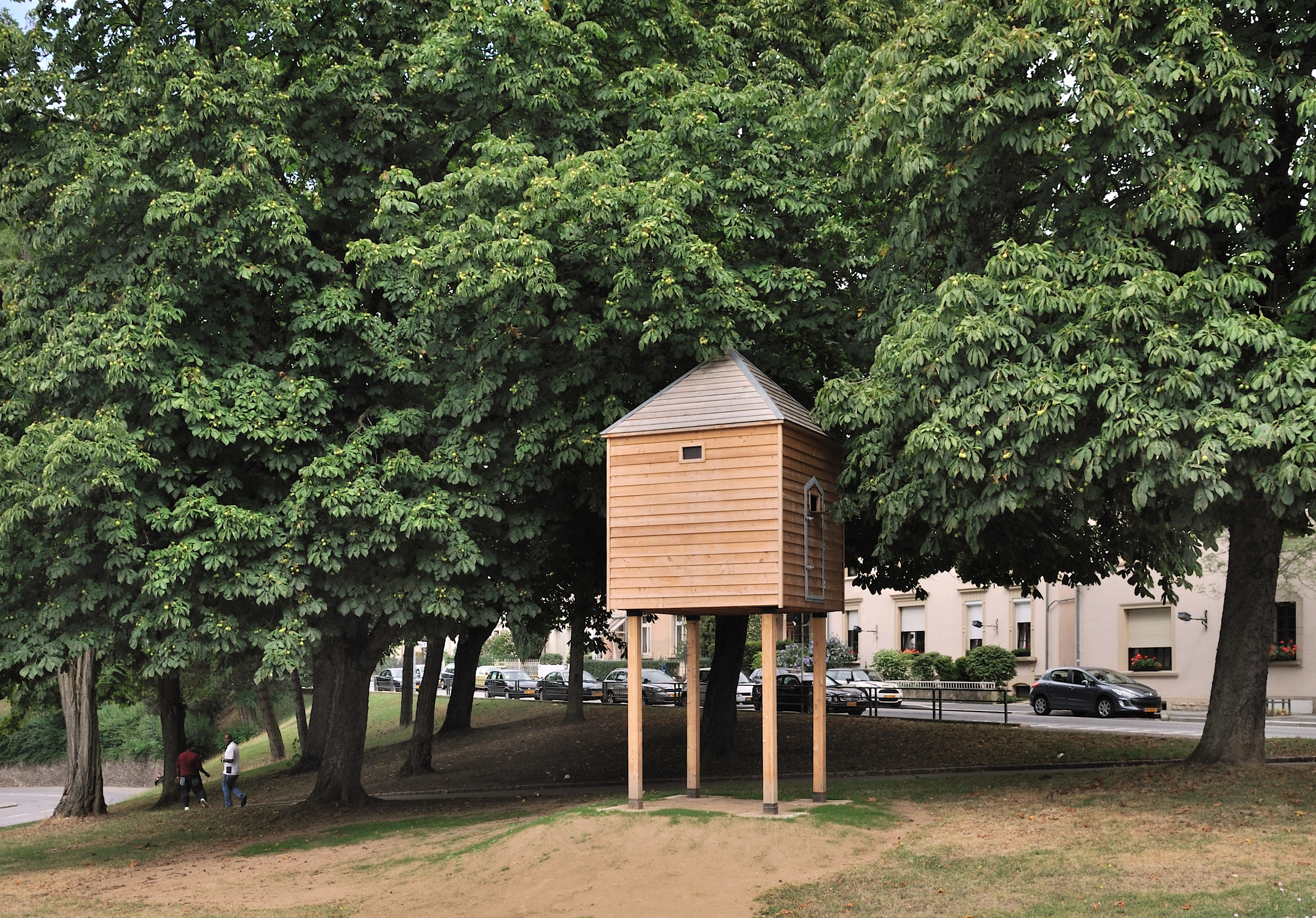
Taubenhaus in Luxemburg-Stadt, Versuch der stadtweiten Populations-Kontrolle

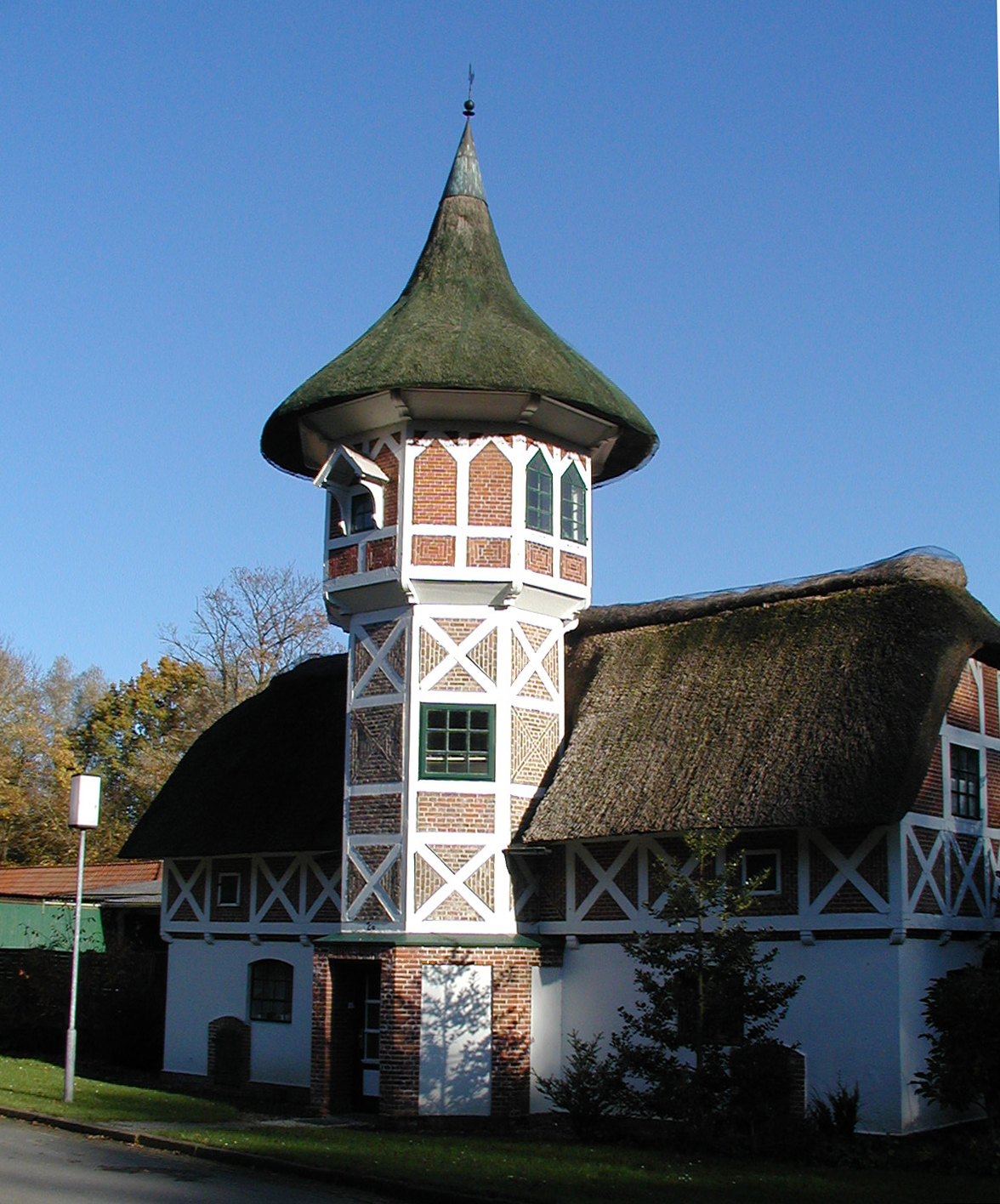
Das Haus der Tauben am ehemaligen Schloss in Cadenberge, Landkreis Cuxhaven

Ein Taubenschlag dient der Zucht und Haltung von Haustauben und bietet ihnen Schutz vor Witterungseinflüssen und natürlichen Feinden. Nach der Bauweise werden Taubenschläge auch als Einbauschlag, Bodenschlag, Gartenschlag oder Offenschlag bezeichnet. Besondere Formen freistehender Taubenschläge sind Taubentürme und Taubenhäuser. Taubenkästen und Taubenhöhlen dienten ebenfalls der Unterbringung von Tauben. Wegen unzureichenden Schutzes und schlechter hygienischer Bedingungen werden sie aber kaum noch genutzt.
Die verschiedenen Nutzungsweisen der Haustaube als Ausstellungstaube, Brieftaube (bzw. Flugsporttaube), oder Fleischtaube stellen unterschiedliche Bedingungen an Aufteilung und Einrichtung des Schlages.
In Städten mit großen Populationen von Stadttauben werden zunehmend öffentliche Taubenschläge nach „Augsburger Modell“ errichtet. Dort werden die Tiere artgerecht gefüttert und medizinisch überwacht. Weiters wird die Vermehrung durch Eiermanagement bei der Brut (Tausch der Taubeneier durch Kunsteier) unterbunden. Resultate sind ist geringere Populationen, weniger Krankheiten, Entschärfung von hohen Taubenkonzentrationen an bestimmten Plätzen sowie weniger Verunreinigungen durch Taubenkot.

## Taubenschläge in Deutschland

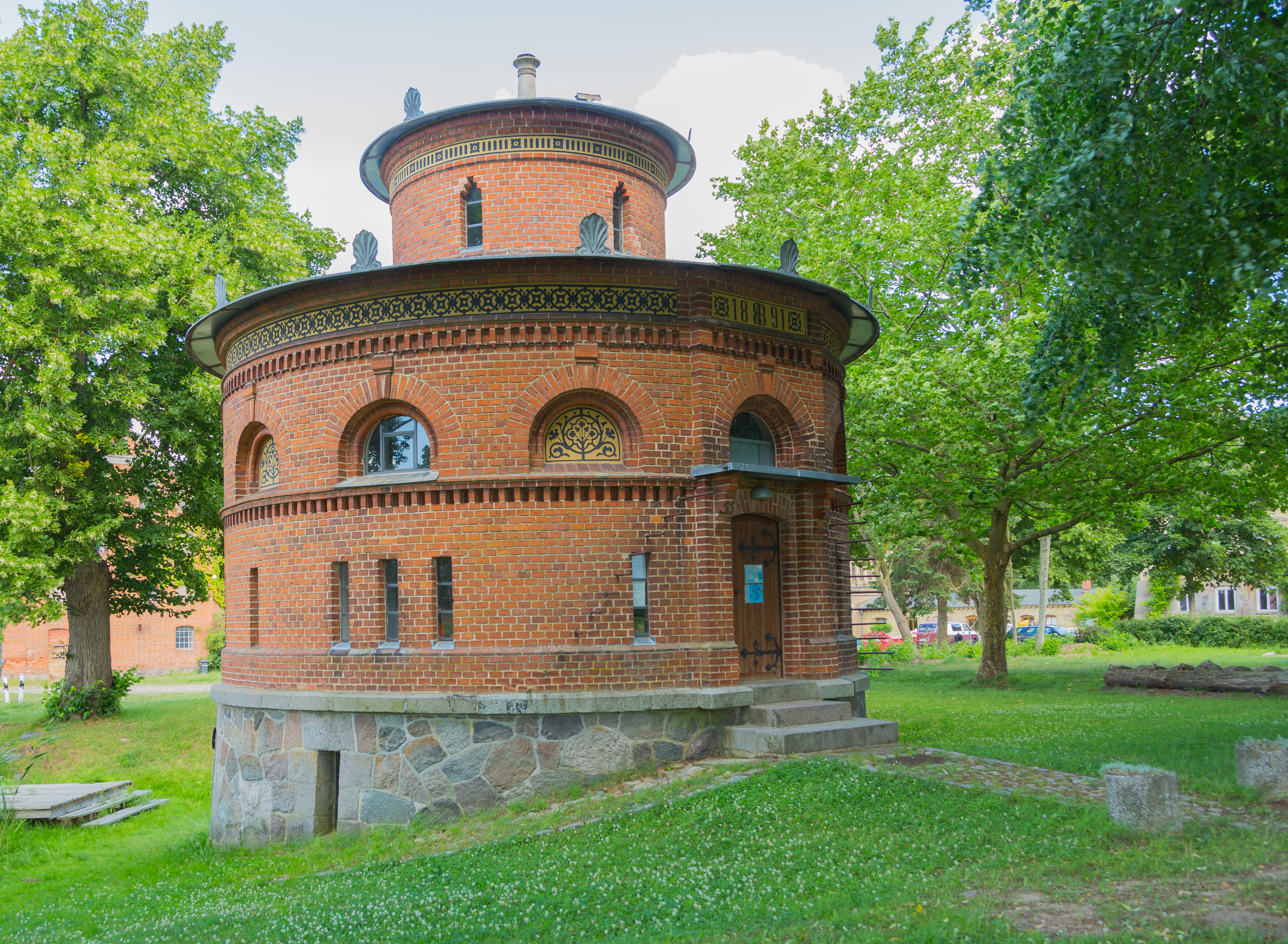
Taubenhaus in Schorssow-Bristow

Da die Anschaffung eines Taubenschlages oft die finanziellen Möglichkeiten eines Hobbytaubenzüchters übersteigt, finden sich häufig mehrere Züchter zusammen und gründen eine Schlaggemeinschaft, wirtschaftlich vergleichbar mit einem Reitstall, wobei sich mehrere Personen ein Taubenhaus teilen und ihre Tauben dort unterbringen.
Bis vor wenigen Jahrzehnten war in Deutschland die Freiflughaltung von Tauben in ländlichen Gebieten, aber auch bei den Bergleuten in ihren Kolonien im Ruhrgebiet, weit verbreitet.
Mittlerweile werden Haustauben in Deutschland fast nur noch zur Zucht oder für den Brieftaubensport gehalten, während sich in den Städten riesige Populationen von verwilderten Haustauben angesiedelt haben. Die Nutzung als Fleischlieferant geriet in Vergessenheit; die Nutzung als Düngerlieferant wurde durch Verordnungen erschwert: Der Kot von Stadttauben gilt als Restmüll.

## Beispiel Basel: Taubenschläge als Maßnahme der Populationskontrolle

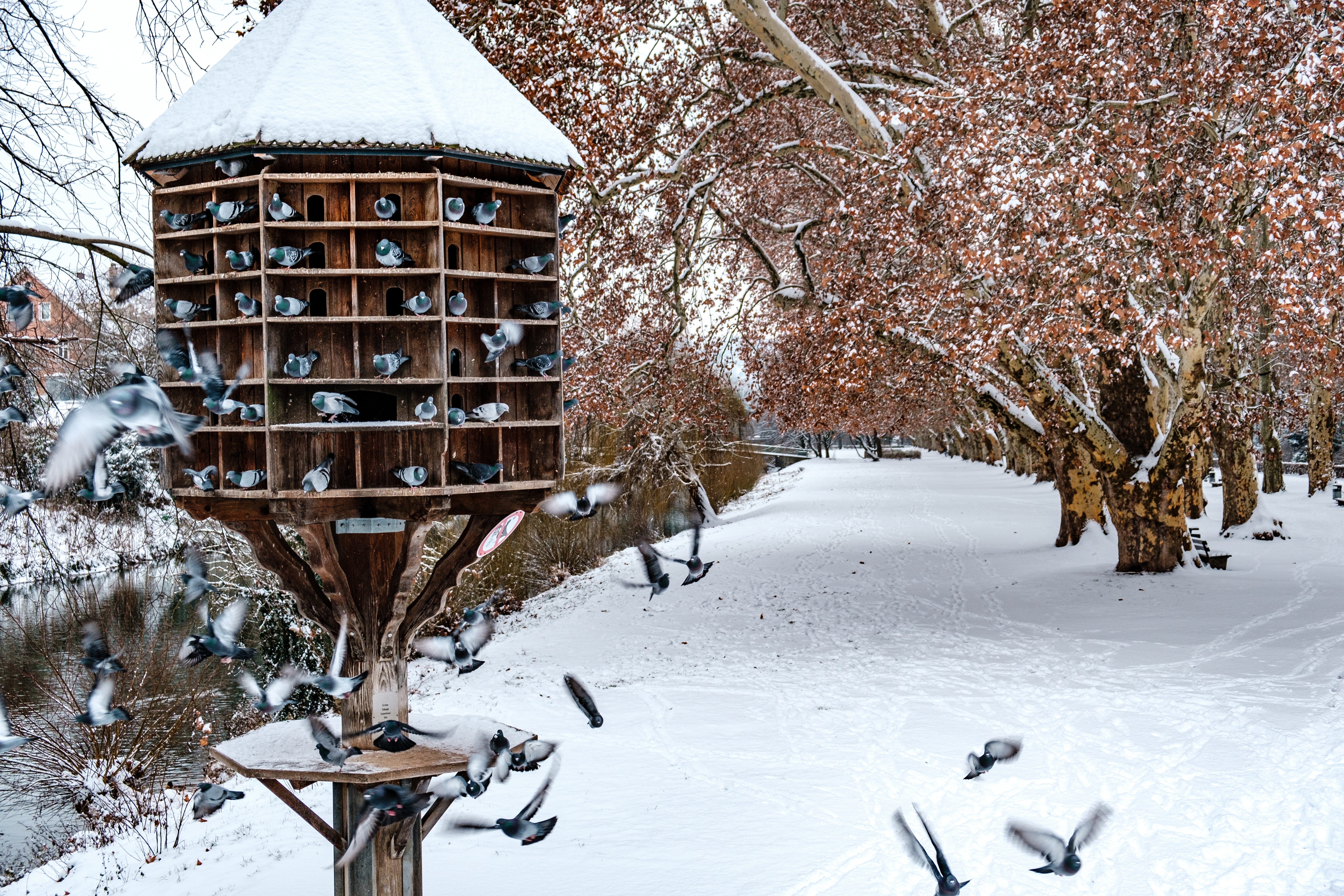
Taubenhaus auf der Neckarinsel in Tübingen.

Die Taubenplagen in den Städten brachten auch Taubenschläge ins Gespräch. So verringerte die Stadt Basel ihre Taubenpopulation von etwa 20.000 Tieren durch das Töten von mehreren Tausend Tieren und durch eine Aufklärungskampagne gegen das Füttern von Tauben auf die Hälfte. Als Geste gegenüber dem Tierschutz wurden gleichzeitig wenige kleine Taubenhäuser errichtet, in denen 500 Tiere kontrolliert brüten und übernachten. Eine übermässige Vermehrung dieser kleinen neuen Population wird laufend durch das teilweise Austauschen der Eier gegen Eierattrappen verhindert. Der Erfolg der Maßnahme in Basel wurde und wird fast ausschließlich durch das drastisch verringerte Futterangebot in der Stadt bewirkt. Die Zahl der Taubenpopulation einer Stadt ist im Wesentlichen abhängig vom jeweiligen Brutplatzangebot und vom jeweiligen Futterangebot. Durch Umzug von Tauben in Taubenschläge freiwerdende Brutplätze werden sehr rasch durch Jungtauben ohne vorherige Brutmöglichkeit nachbesetzt. In den Taubenhäusern wird mit dem teilweisen Austausch der Eier gegen Plastikeier zwar der Bestand der Taubenhaus-Tauben, nicht aber der freilebenden Straßentaubenpopulation kontrolliert.

## Geschichte und Verbreitung der Taubenschläge
Bereits in altägyptischer Zeit wurde die domestizierte Form der Felsentaube in eigens dafür errichteten Taubenschlägen gehalten. Taubenzucht war auch bei Assyrern, Phöniziern und im antiken Griechenland bekannt. Die Haltung der Tauben wurde durch die Römer in Mitteleuropa und in Nordafrika verbreitet. Das römische columbarium ist die erste überlieferte Bauform eines Taubenschlags. Taubenschläge dienten in erster Linie zur Produktion von wertvollem Dünger, der auch exportiert wurde und erst danach zur Nahrungserzeugung und der Zucht von Brieftauben.
Im europäischen Mittelalter waren Taubenschläge große freistehende Gebäude auf dem Gelände von Klöstern oder Herrenhäusern; oft standen sie auch mitten in den Feldern. Ihr Betrieb war lukrativ, bedurfte aber der Genehmigung durch den König. Taubenzucht war eine vergnügliche Angelegenheit des Adels. Taubenschläge waren manchmal – wie in der Villa Barbaro in Venetien – als Pavillons in die Parkgestaltung integriert. Dieses Klassenprivileg wurde erst mit der Französischen Revolution abgeschafft, und Tauben wurden besonders im Winter für die Bevölkerung die einzige Alternative zu getrocknetem Fleisch.

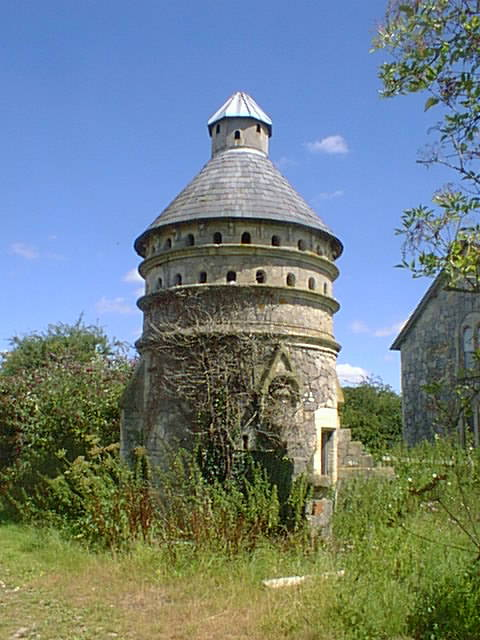
Dovecote oder Doocot auf einer Farm bei Salisbury, Wiltshire

### Britische Inseln
Im Mittelalter konnten nur Grundherren die Vögel halten, so dass die verbliebenen mittelalterlichen Taubenschläge mit Herrenhäusern (Parke’s Castle), ehemaligen Klöstern und Pfarrhäusern verbunden sind. Als sich etwa ab 1600 die Gesetzeslage entspannte, besaßen auch viele Bauern Taubenschläge.
Viele Taubenschläge (engl. dovecotes) haben die Jahrhunderte überlebt, weil sie als Gebäude von besonderem historischem oder architektonischem Interesse angesehen werden. Für das Jahr 1126 ist der älteste erhaltene Taubenschlag im Rochester Castle überliefert. Von 1326 ist im englischen Ort Garway in der Grafschaft Herefordshire der älteste freistehende Taubenschlag belegt. Der vermutlich früheste erhaltene schottische Taubenschlag ist auf seiner Türinschrift 1576 datiert. Er steht bei Mertoun House in St Boswells (Region Scottish Borders).
Auf den Britischen Inseln wurden im 17. Jahrhundert über 26.000, teilweise aufwendig gestaltete Taubenschläge meist in Klostergärten und Parkanlagen von Adelshäusern gezählt. Die meisten dieser Taubenschläge, die als hohe Rundtürme einen Blickfang boten, konnten 200 bis 500 Paare beherbergen. Der Taubenschlag des Dorfes Culham in der Grafschaft Oxfordshire erreichte die Dimension eines kleinen Hauses und bot Nistkästen für 3000 Vögel. Ab Ende des 18. Jahrhunderts ging die Taubenhaltung in Großbritannien deutlich zurück, kleinere Taubenschläge wurden nur noch auf den Dächern bestehender Gebäude eingerichtet. Seit Anfang des 20. Jahrhunderts werden einige der erhaltenen Gebäude durch den National Trust oder die staatliche Organisation English Heritage als Denkmäler gepflegt und sind für die Besichtigung zugänglich.

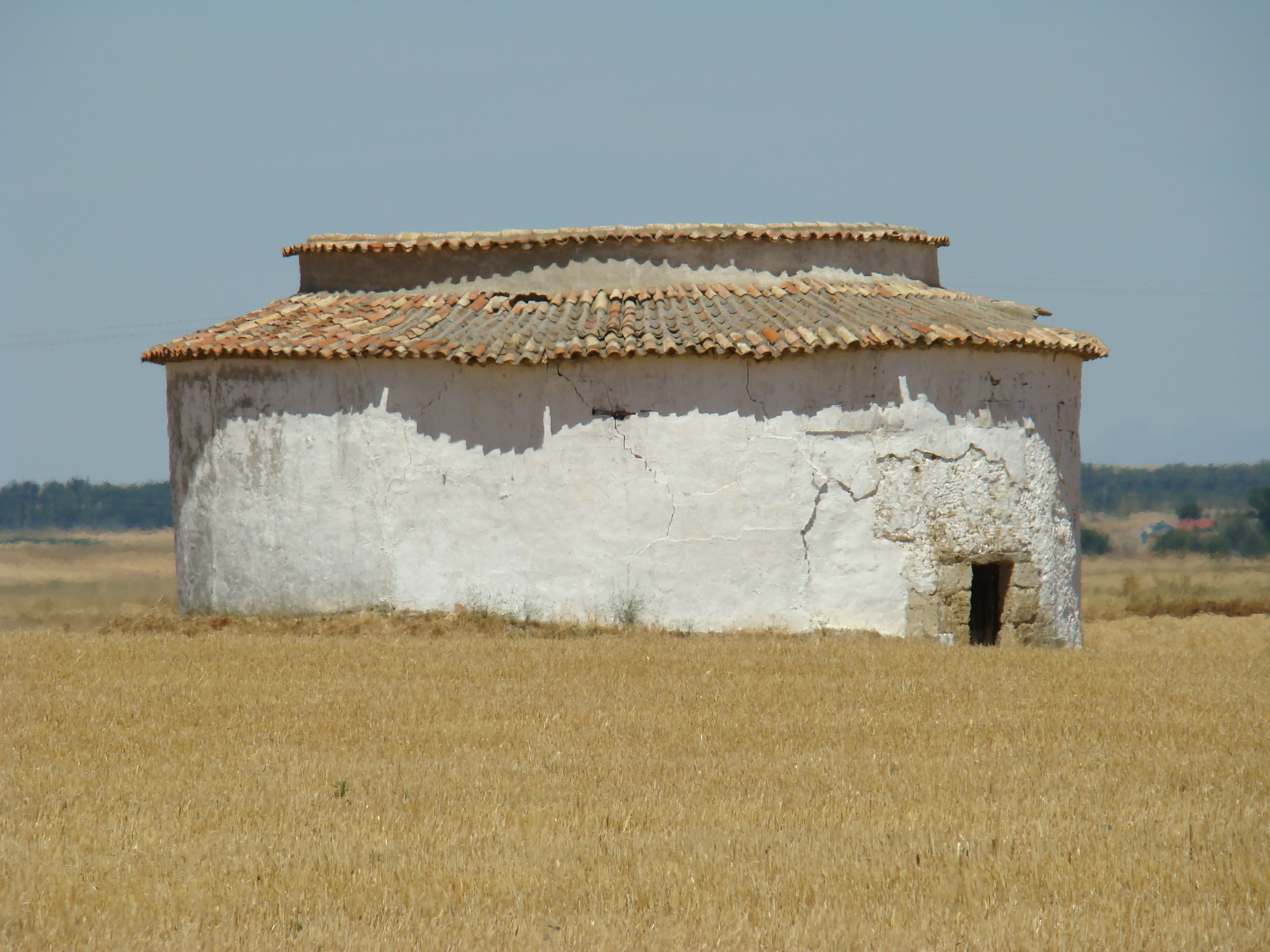
Taubenhaus (palomar) bei Montealegre de Campos

### Spanien
Vor allem in den äußerst fruchtbaren aber für die Viehzucht ungeeigneten Ebenen der Tierra de Campos in den ehemaligen Königreichen León und Kastilien zeugen noch heute viele Taubenhäuser (palomares) oder deren Ruinen von der Bedeutung der Taubenzucht im 16., 17. und 18. Jahrhundert; einige wurden wohl noch bis ins frühe 20. Jahrhundert genutzt. Sie wurden zumeist aus Stampflehm erbaut und stehen in freiem Gelände, d. h. inmitten der Felder; ihre Urheberschaft ist weitgehend unklar – in den meisten Fällen dürften es Großbauern gewesen sein, die sich diesem Zweig der Viehzucht widmeten. In anderen Gegenden der Iberischen Halbinsel sind sie eher selten, aber Ortsnamen wie Palomares deuten auf ihr ehemaliges Vorhandensein hin. Der Grundriss der noch erhaltenen oder erschließbaren Exemplare ist meist rund, aber auch quadratische Bauten kommen vor.

### Frankreich

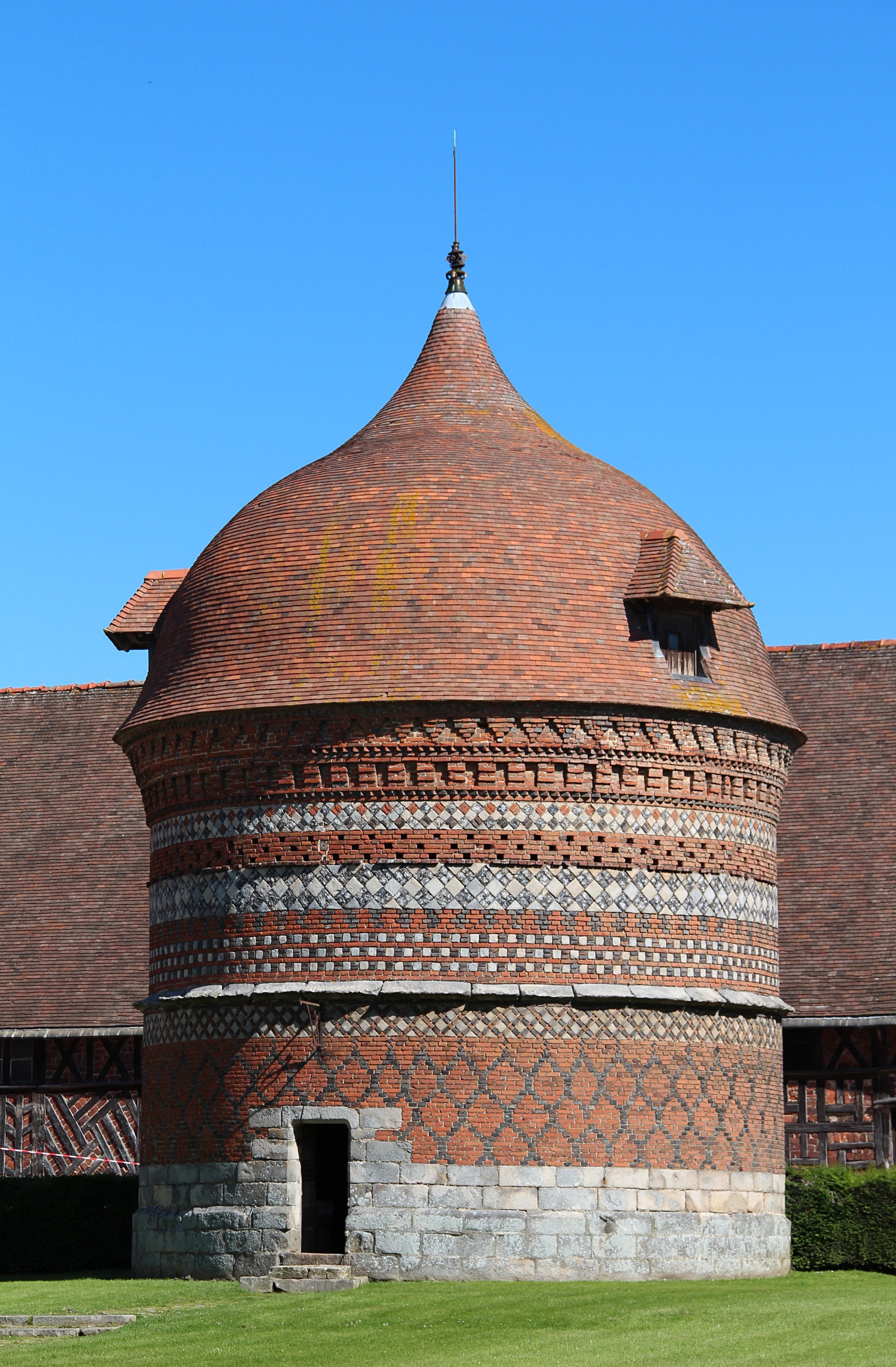
Manoir d'Ango

In Frankreich waren Taubenhäuser (pigeonniers oder colombiers) über das ganze Land verbreitet, wobei sie natürlich in Weizenanbaugebieten häufiger waren als auf den kargen und steinigen Böden beispielsweise großer Teile der Bretagne, der Provence oder der Cevennen. Ende des 17. Jahrhunderts sollen es 42.000 gewesen sein. Aus dem Jahr 1261 gibt es eine Nachricht, dass der königliche Hof täglich 400 Tauben verschlang und die Hofhaltung der Königin ebenso viele. Ab einer Höhe von etwa 400 m kommen sie kaum noch vor.
Datierungen der meisten Taubenhäuser sind schwierig, da es sich um Zweckbauten handelt, die nur in geringem Maße stilgeschichtlichen Veränderungen (Moden) unterworfen sind; die Bauformen wiederholen sich deshalb oft. Die meisten noch existierenden Bauten werden meist dem 17. und 18. Jahrhundert, also der vorrevolutionären Epoche zugerechnet. Während man davon ausgeht, dass im Früh- und Hochmittelalter jedermann das Recht hatte, ein Taubenhaus zu bauen und zu betreiben, finden sich im Jahr 1312 erste Einschränkungen zugunsten der Feudalherren, die in der Folgezeit mehr und mehr beachtet wurden. Erst im Jahre 1789 wurde die Rechtsgleichheit durch entsprechende Gesetze und Erlasse der Nationalversammlung wiederhergestellt.
Taubenhäuser gibt es an allen möglichen Orten: Die meisten gehörten zu einem – in der Französischen Revolution oft zerstörten – Adelssitz; andere haben sich auf feudalen Gutshöfen erhalten; wieder andere stehen inmitten kleinerer Orte und bilden einen Aufsatz oberhalb von Toreinfahrten etc. An den ehemaligen Prioratskirchen von Civray im Département Vienne und an der Chapelle de Tresséroux beim Ort Les Lèches im Département Dordogne finden sich sogar Taubenschläge an der Südseite der Apsis.

### Ägypten und Nubien

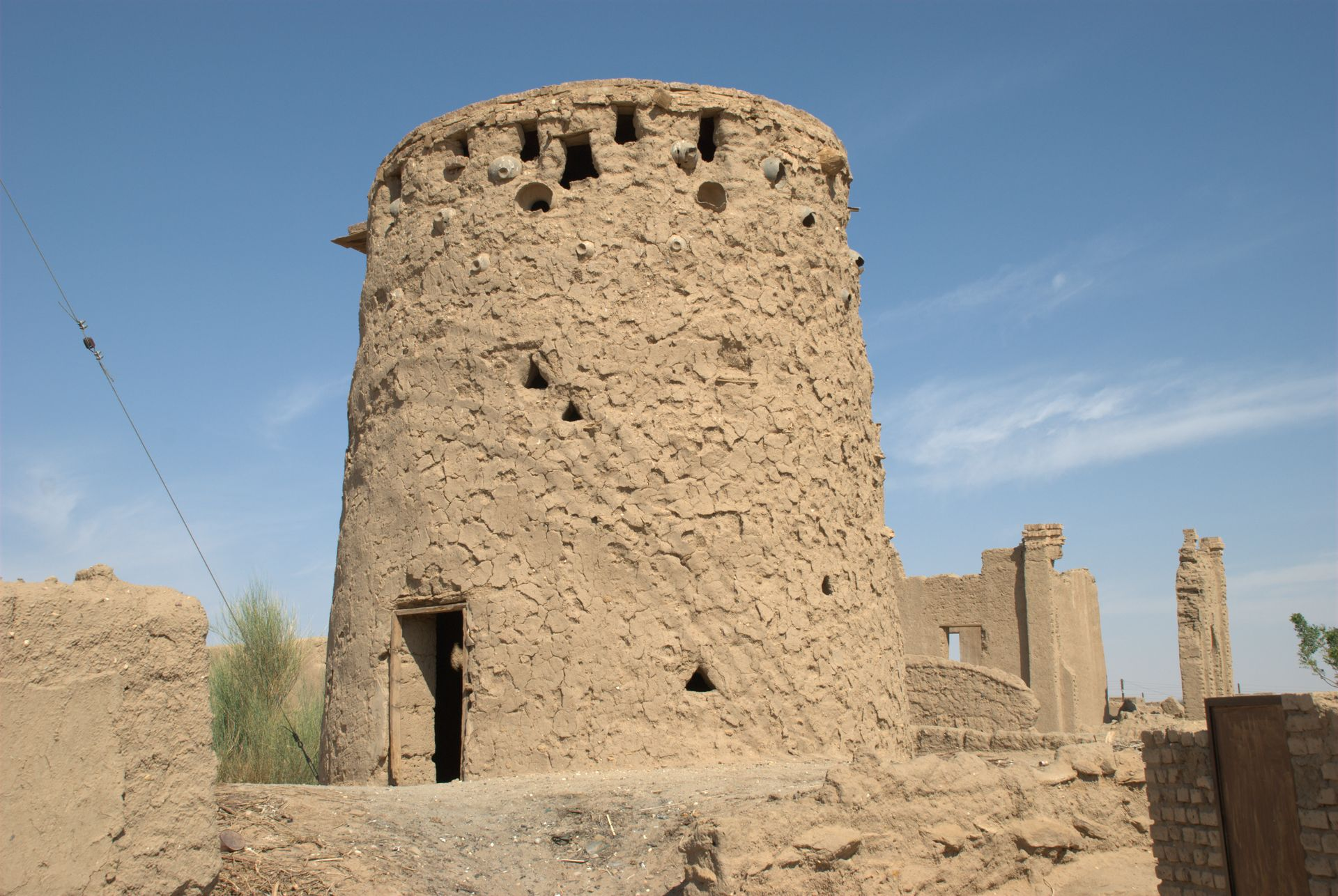
Großer, nicht mehr versorgter Taubenschlag im Zentrum einer Siedlung nahe Karima in Nordsudan

Vom Nildelta gab es nilaufwärts bis nach Nubien schon im Altertum auf den jährlich überschwemmten Feldern an den Ufern des Nil Getreide- und Gemüseanbau. Zusätzlich zur natürlichen Düngung mit Nilschlamm wurde Taubenmist verwendet. Das Eintreffen der durch Regenfälle in Äthiopien verursachten Nilflut wurde mittels Brieftauben weitergemeldet. Aus der Zeit der römischen Herrschaft sind in Unterägypten einige Taubenschläge erhalten geblieben. Ausgrabungen, die in den 1920er und 1930er Jahren in Karanis südwestlich von Kairo gemacht wurden, zeigen fünf großteils erhaltene Taubenschläge inmitten der städtischen Siedlung. Die Taubenschläge wurden aus ungebrannten Lehmziegeln errichtet, sie sind im Grundriss zumeist quadratisch, teilweise turmhoch und mehrere Meter breit. Da die meisten dieser Lehmbauten auf den Dächern der Häuser errichtet waren und so zwangsläufig zuerst zusammengestürzt sind, wird von einer einstmals wesentlich höheren Zahl ausgegangen. Die Wände der freistehenden Gebäude waren an der Basis bis zu 1,5 Meter dick, ins Innere gelangte man bei drei der erhaltenen Türme nur über eine Leiter zur einzigen drei Meter höher gelegenen Tür. Die Größe der Taubenschläge deutet auf den Taubenmist als Handelsware hin. In der Ausgrabungsschicht des 4. und 5. Jahrhunderts fand man die Taubenschläge generell auf den Hausdächern. Taubenschläge wurden in römischer Zeit auch bei Landwirtschaftsbetrieben außerhalb der Städte gebaut, sie waren Teil dieser Gebäude oder standen frei, oft in der Nähe von Weingärten.

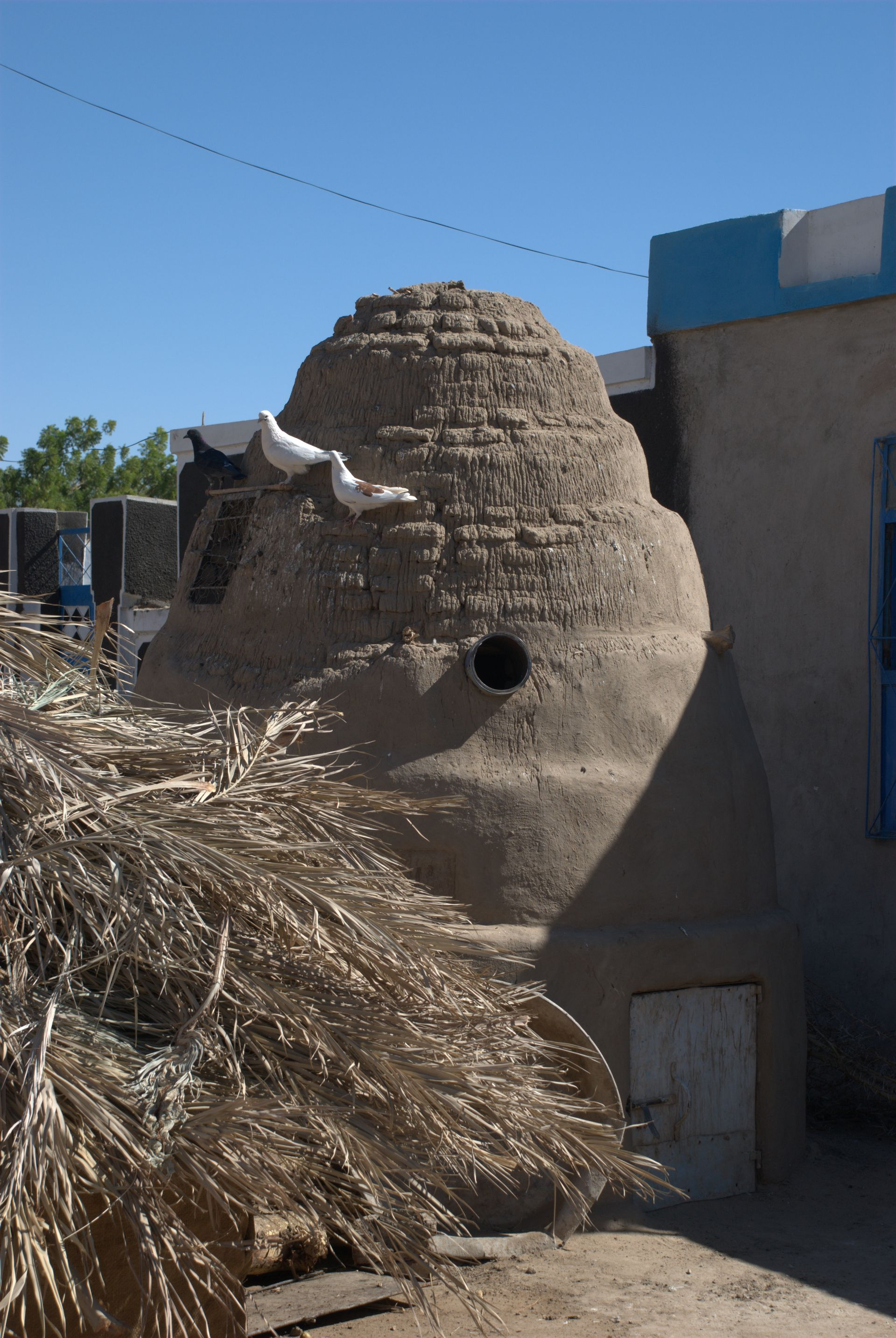
Kleine Taubenschläge außerhalb oder im Innenhof einzelner Gehöfte werden geschätzt und gepflegt. Bei Kerma in Nordsudan. Ungefähre Form eines nubischen Tonnengewölbes

In Papyrusrollen des 2. Jahrhunderts v. Chr. werden die Methoden der Taubenzucht beschrieben und Größenangaben zu Taubenschlägen gemacht. Mit den als Nistplätze in die Wände eingefügten Tonröhren ist es dieselbe rechteckige, kastenförmige Bauweise, die heute noch am Unterlauf des Nil anzutreffen ist. Es gibt äußerst schmuckvolle Taubenschläge, deren Dachform durch Reihen nach innen ansteigender Türmchen (italienisch: Cupola) gegliedert ist. Bei einer anderen Bauweise, die in Ägypten und weiter südlich, im nubischen Teil Sudans in Dörfern zu sehen ist, werden die Tonröhren mit der Öffnung nach innen in kreisrunde Türme aus Lehmziegeln eingebaut. Als Einflugöffnungen dienen einige offene Röhren in der Wand oder es werden Löcher aus zu einem Dreieck zusammengestellten Ziegeln gebildet. Der flache Dachabschluss besteht aus einer Lage Asthölzer mit Lehmbewurf. Wo Tauben in erster Linie als Produzenten von Dünger gehalten werden, befinden sich an diesen Türmen außen im oberen Teil ein oder zwei umlaufende Reihen von Ästen, die als Sitzgelegenheiten aus der Wand ragen. Auf einer mit Matten ausgelegten weiteren Reihe unten sammelt sich der Taubenmist. Die zum Landschaftsbild beitragenden Taubenschläge sind in Ägypten Teil der nationalen Volkskultur.
Eine ähnliche Bauweise mit konischen Turmbauten und rundem Lehmziegeldach findet sich im gesamten nordafrikanischen Raum; Taubenzucht in lokalem Maßstab wird als kostengünstige Fleischgewinnung für die ländliche Bevölkerung empfohlen.
Große Taubentürme im Zentrum nordsudanesischer Dörfer, die früher gemeinschaftlich betrieben wurden, werden oft nicht mehr gepflegt. Dafür sind kleinere, zwei bis drei Meter hohe Türme, die einzelnen Familien gehören, an den Umfassungsmauern der Gehöfte verbreitet. Taubenfleisch besitzt für Moslems allgemein einen hohen Stellenwert, es ist tahir („rein“). Im islamischen Norden Sudans werden Taubenschläge auch wegen der kulturellen Bedeutung der Vögel gebaut. Tauben stehen in Verbindung zu Frauen, Fruchtbarkeit und Reinheit, die alle das Konzept von sharaf („Ehre“) bestimmen. Der wichtigste Teil der mehrtägigen Heiratszeremonie ist der von der Braut vor ihrem zukünftigen Ehemann aufgeführte Taubentanz.

### Kykladeninsel Tinos
Wie auf anderen griechischen Inseln wurde die Taubenzucht auf der Insel Tinos vermutlich in griechisch-römischer Zeit eingeführt und später aufgegeben. Taubenschläge wurden erst wieder nach der Eroberung durch die venezianische Republik gebaut. Das Recht zur Taubenzucht und der Bau von Taubenschlägen war wie anderswo in Europa auf Adlige und die herrschende Schicht beschränkt. Auf Tinos waren das die Venezianer. Erst während der Türkenzeit (1715–1821) gab es das allgemeine Recht zur Taubenzucht. Nur wenige Taubenschläge wurden auf Dächern errichtet, die meisten standen frei an Feldrändern. Ab dem 18. Jahrhundert wurden rechteckige, zwei bis drei Stockwerke hohe Gebäude errichtet, die um die noch schönere ornamentale Fassadengestaltung im oberen Bereich konkurrieren. Sie sind als Sehenswürdigkeiten der Insel und in ihrer Funktion erhalten geblieben. Im Erdgeschoss befindet sich ein Platz für Geräte, die Nistplätze werden über eine Leiter und eine Öffnung im Boden erreicht. Die mit wenig Lehm als Mörtel gefügten Steinmauern haben unten eine Stärke von etwa 80 Zentimeter, werden oben schmaler und enden in kleinen Ecktürmchen. Die Türme bieten Platz für in der Regel 200, maximal 500 Tauben.

### Vorderasien

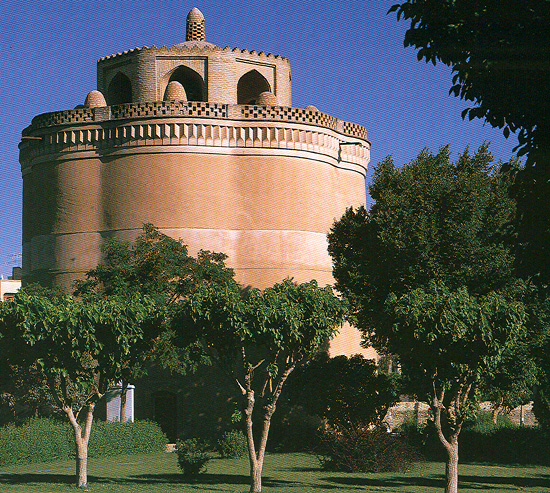
Taubenhaus in Isfahan, Iran

Der britische Geschichtsschreiber Thomas Herbert hielt sich zwischen 1629 und 1631 im persischen Isfahan, der Hauptstadt der Safawiden-Dynastie auf und berichtete über die Verwendung von Taubenkot als Düngemittel. Wenig später, ab 1666, lebte der französische Reisende Jean Chardin für mehrere Jahre in der Stadt, wo er in der Umgebung über 1000 Taubentürme sah.
Zu Beginn des 18. Jahrhunderts sollen es 3000 Türme gewesen sein, etwa 100 sind in der Provinz Isfahan erhalten. Sie werden auf Persisch Borj-e-Kabutar („Taubenturm“) oder verallgemeinert Kabutar-Chaneh („Taubenhaus“) genannt. Es gibt zwei Basistypen: abgestumpfte Pyramiden und Rundtürme mit flachen Dächern, wobei auch sich stufenförmig nach oben verjüngende Türme vorkommen. Die Durchmesser können über 15 Meter betragen, bei 10 bis 20 Meter Höhe. Die Wände sind aus Lehmziegeln gemauert und teilweise mit Kalkputz überzogen.
Mit der Machtergreifung von Schah Abbas Ende des 16. Jahrhunderts erreichte Isfahan eine wirtschaftliche Blütezeit. Vom Fluss Zayandeh Rud wurden Kanäle abgeleitet, die Wasser erst durch Wasserbecken in städtischen Parks und dann zur Bewässerung auf die außerhalb liegenden Felder leiteten. Für die wenig fruchtbaren Böden dieser Felder waren große Mengen Dünger nötig. Taubenkot wurde ebenso als Beize in der Lederindustrie verwendet und zur Herstellung von Schwarzpulver (Taubenkot ist eine Quelle für Kaliumnitrat). Der Verkauf von Taubendünger wurde zu einem profitablen Geschäft, wodurch weitere Taubenschläge gebaut wurden, obwohl der Schah eine Steuer auf ihren Besitz einführte. Jeder Taubenschlag fasste etwa 5000 Tauben, von denen jede etwa zweieinhalb Kilogramm Dung pro Jahr produziert.

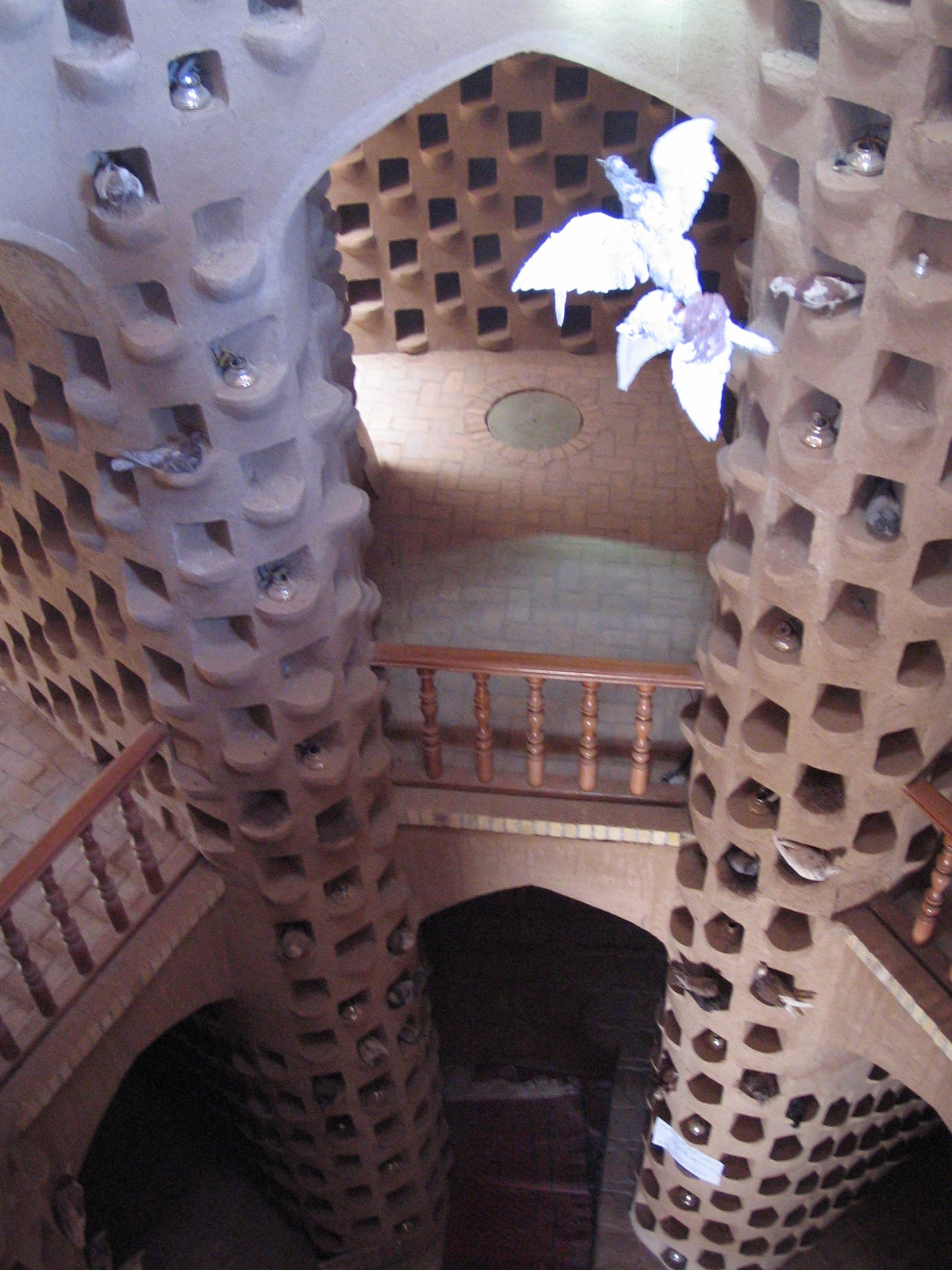
Taubenturm von Meybod, Iran. Innen.
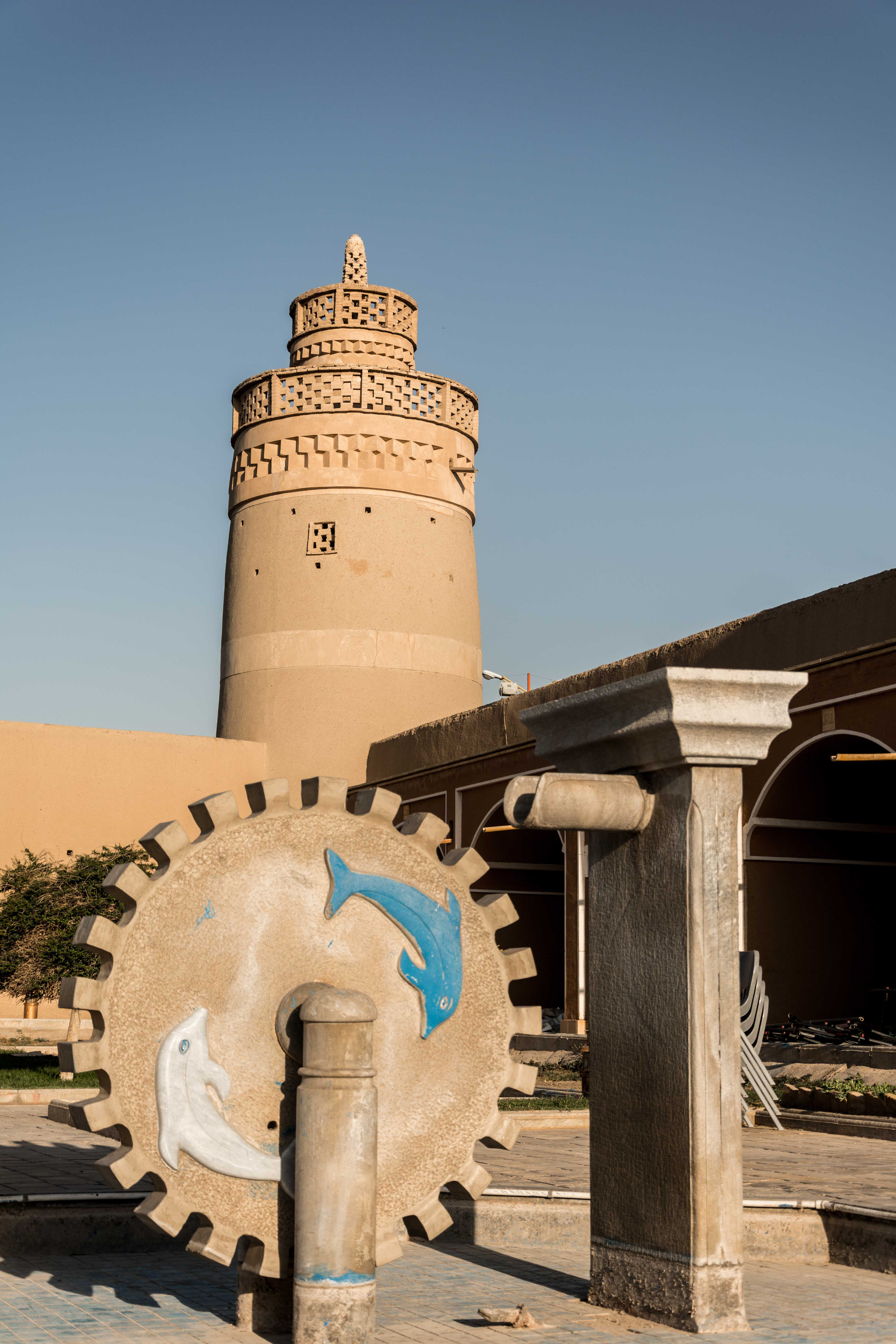
Einer der Sieben Türme von Charun in Nadschafabad, Isfahan, Iran.
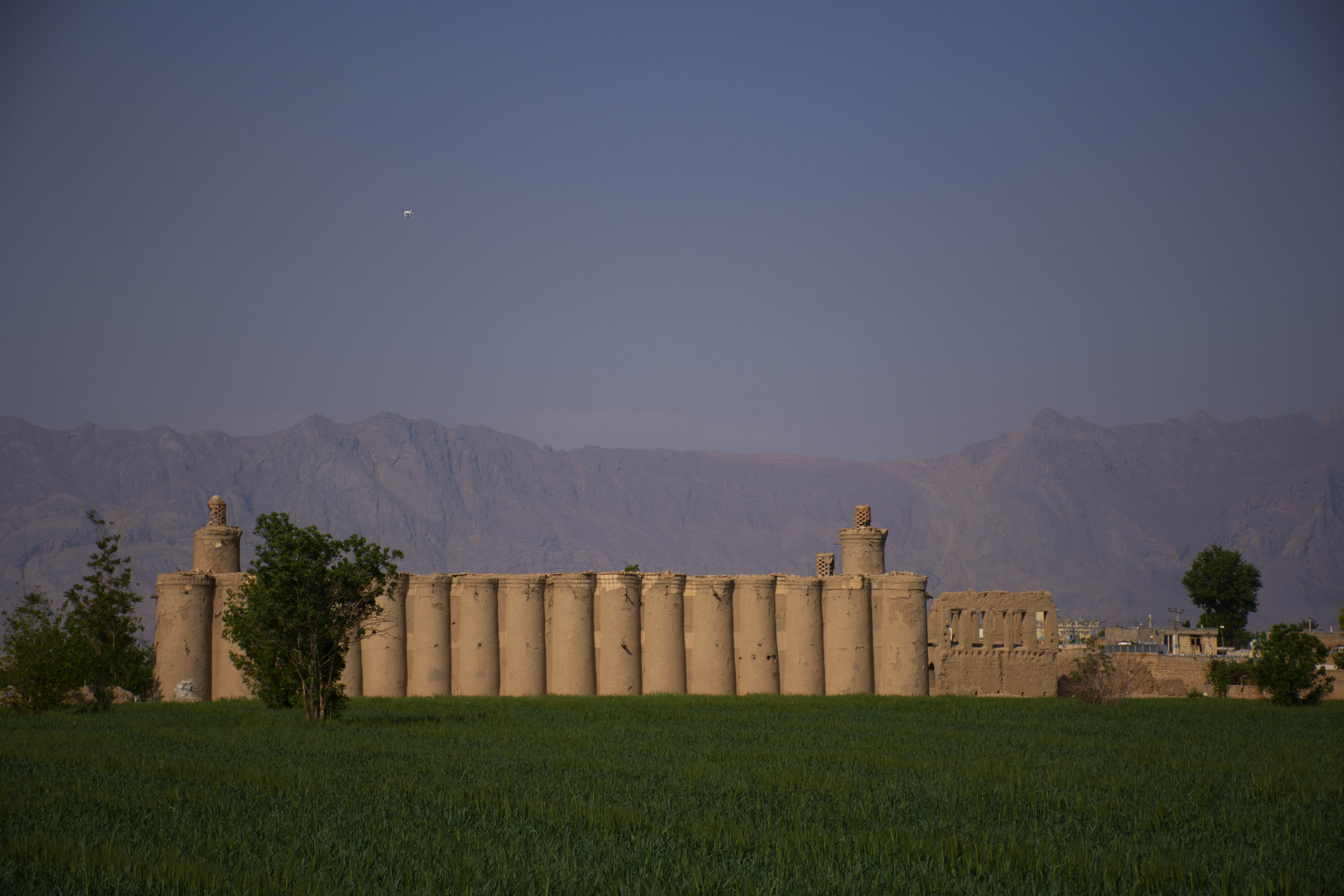
Die „vierzig Türme“ von Kelisan nahe Isfahan, Iran. Die Türme sind miteinander verbunden.
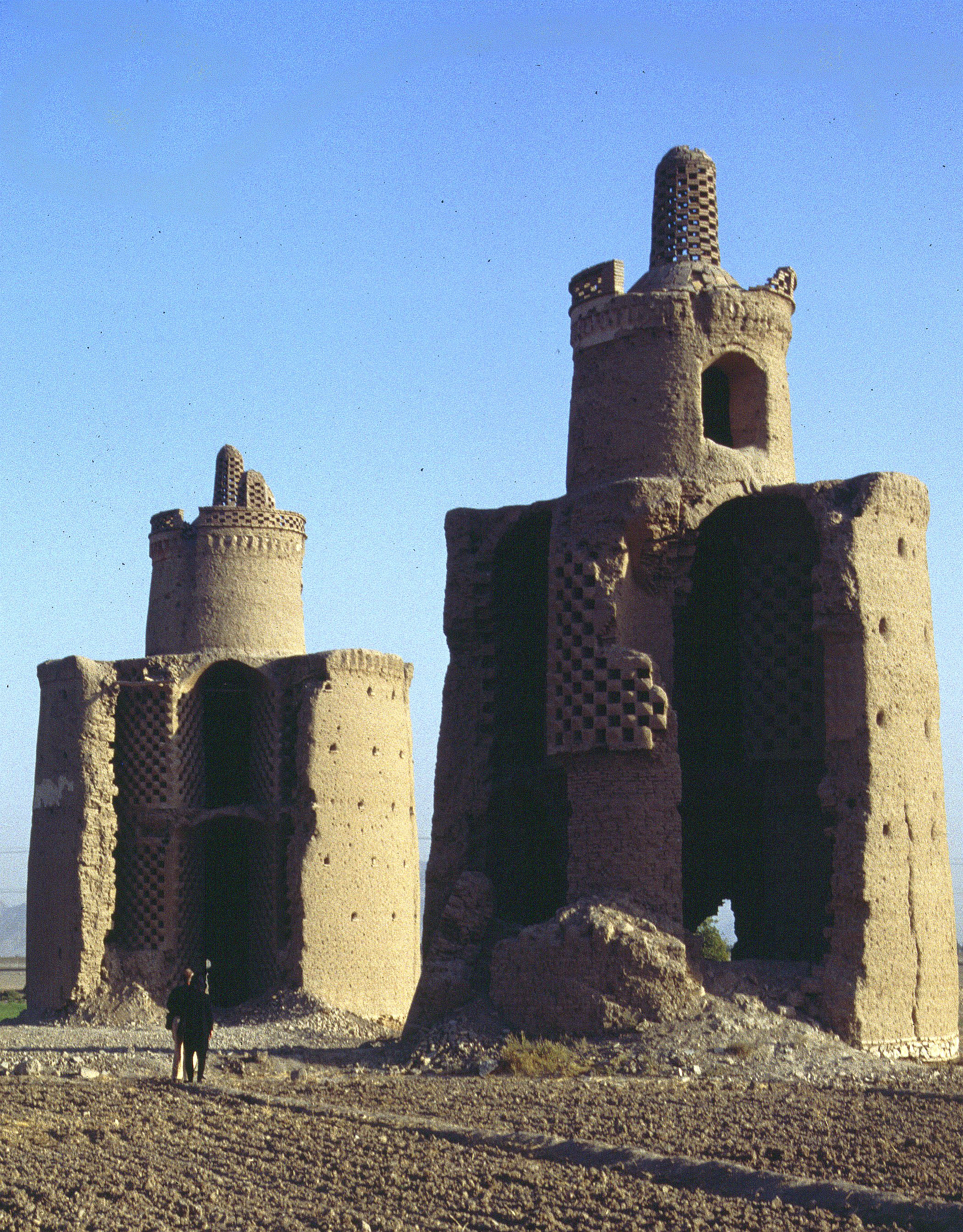
Ruinen von Taubentürmen nahe Isfahan, Iran.

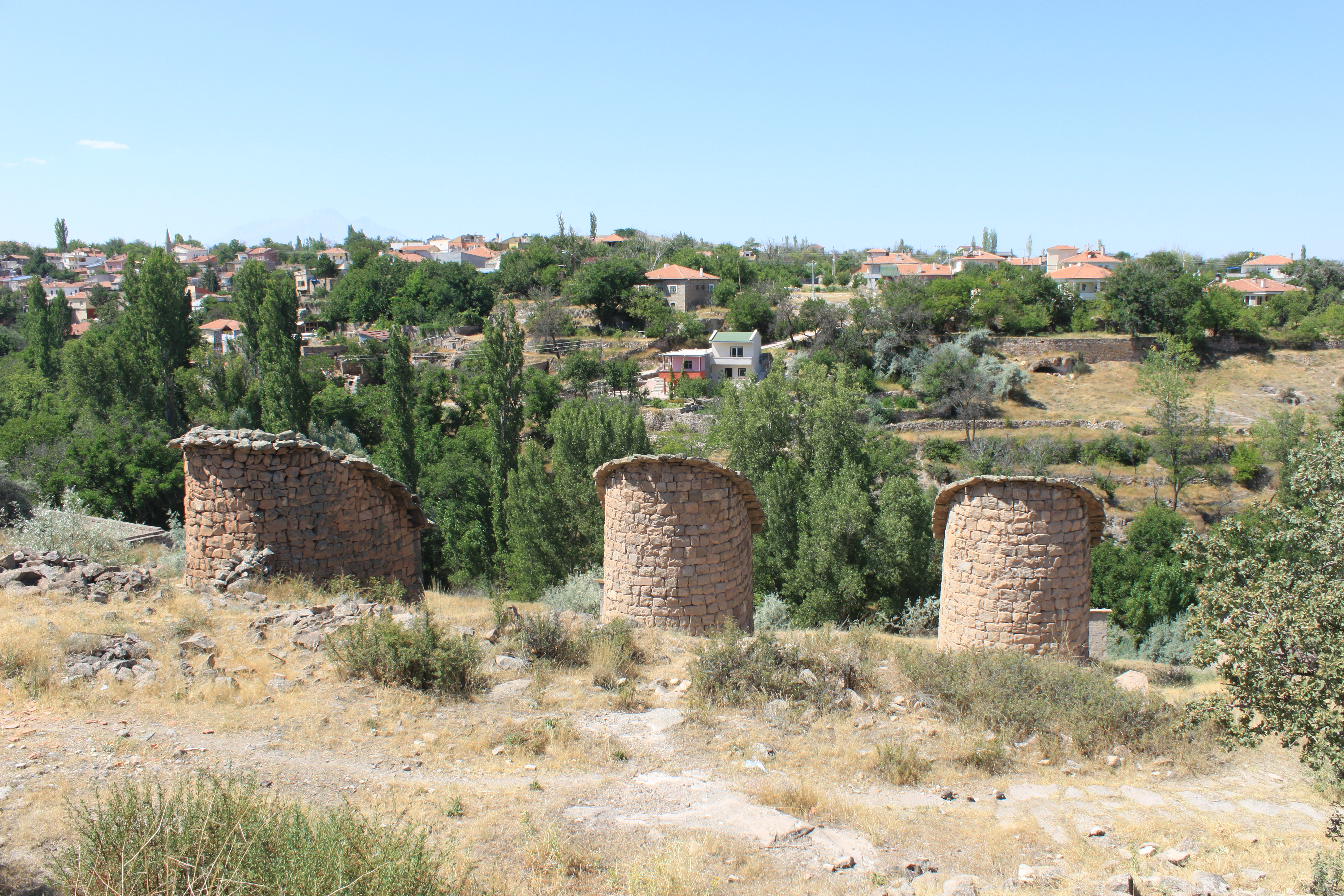
Griechische Taubenschläge aus dem Anfang des 20. Jahrhunderts in Gesi bei Kayseri, Türkei.

Eine weitere Region mit besonderen Taubennistplätzen ist Zentralanatolien. In den bizarren Felsformationen (türkisch: peribacaları) aus weichem Tuffgestein in der Landschaft Kappadokien ließen sich leicht Hohlräume bilden, die jahrhundertelang von Menschen bewohnt wurden und in der Nähe von Siedlungen auch als Viehunterstände und Taubenunterkünfte gedient haben. Tauben besiedelten höher gelegene Felslöcher, wo sie in Sicherheit waren und wo der Taubenkot als Dünger für den Gemüse- und Weinbau gesammelt werden konnte. Hier wie in Isfahan wird die Bedeutung des Taubendüngers für den Wassermelonenanbau hervorgehoben. In dem porösen vulkanischen Gestein wurden auch Höhlen für Tauben an Felswänden künstlich geschaffen und im Innern Wandnischen als Nistplätze ausgehauen. Von der Ferne sind die bemalten Fassaden dieser Taubenhöhlen zu sehen, einige stammen aus dem 18. Jahrhundert, die meisten aus dem 19. bis Anfang des 20. Jahrhunderts.
Die türkische Kleinstadt Gesi liegt 20 Kilometer nördlich von Kayseri in einem üppig grünen Flusstal. In der Nähe der umliegenden Dörfer gibt es in Gruppen zusammenstehende, insgesamt etwa 1000 kaminartige Steintürme mit einem schrägen, teilweise getreppten oberen Abschluss. Der Grundplan kann quadratisch, rechteckig oder rund sein. Sie bilden den oberirdischen Teil und den Eingang zu dem unter dem Boden liegenden Taubenraum, der aus dem Tuff gehauen wurde und etwa fünf Meter in der Ebene und vier Meter in der Höhe misst. An den Wänden sind hunderte Nistplätze eingetieft. Als Zugang zu dem Raum, um den Taubenkot zu sammeln, dient ein schräger Stollengang, der mit einer Holztür verschlossen ist. Die zwei bis sechs Meter hohen Steintürme bilden Schutz vor Wildtieren, Stürmen und einen schneefreien Eingang im Winter. Seit der Mitte des 20. Jahrhunderts ist die Taubenzucht stark zurückgegangen, die Einführung von Kunstdüngern auf Feldern, moderne Hühnerzuchtbetriebe und die Landflucht der Bevölkerung sind Gründe dafür.